# Čtyřčlenná bilanční metoda
Čtyřčlenná bilanční metoda (čínsky v českém přepisu s’-ču-fa, pchin-jinem sìzhùfǎ, znaky 四柱法, čínsky v českém přepisu s’-ču ťie-suan, pchin-jinem sìzhù jiésuàn, znaky zjednodušené 四柱结算, tradiční 四柱結算) byl systém jednoduchého účetnictví používaný v Číně od přelomu 9. a 10. století. Vznikl zdokonalením tříčlenné bilanční metody, systému jednoduchého účetnictví používaného v předešlých tisíciletích. Čtyřčlenná bilanční metoda se výrazně rozšířila v říši Sung a byla standardem používaným ve státní správě říší Ming a Čching.
V polovině 15. století začali větší obchodníci a banky čtyřčlennou metodu nahrazovat směsicí jednoduchého a podvojného způsobu účtování nazývanou třídílné účetnictví a později i čistě podvojnými systémy (od konce 16. století účetnictvím dračí brány, od poloviny 18. století čtyřdílným účetnictvím).

## Vznik a popis
Rozvoj účetních metod ve středověké Číně odpovídal postupnému růstu státních i komerčních aktivit. Účetní metody se zdokonalovaly postupně, jednodušší metody přecházely v dokonalejší. V tchangském období se objevil systém deníku a hlavní knihy. Zavedeny byly tři základní typy účetních knih: memorandum (草流, cchao liou), deník (細流, si-liou) a hlavní kniha (總淸, cung-čching). nebo cchao liou (memorandum), ž’-čching pu (日淸, deník) a tche-čching pu (hlavní kniha). O každé transakci byl pořízen záznam (memorandum). Koncem dne byly záznamy zapsány do deníku, přičemž pro důležité skupiny transakcí existovaly podřízené deníky. Každých deset dní byly zápisy z deníku přepsány do hlavní knihy.
Další tchangskou inovací, doloženou ve 20. letech 10. století, bylo rozvinutí tříčlenné metody v čtyřčlennou (四柱法, s’-ču-fa, 四柱结算, s’-ču ťie-suan). Dřívější saldo bylo nahrazeno dvěma položkami – počátečním a konečným stavem účtu. Základní rovnicí čtyřčlenné metody bylo:
zůstatek minulého období (管, kuan,) + příjmy (收, šou) − výdaje (除, čchu) = zůstatek (在, caj).
Nebo zůstatek minulého období (ťiou-kuan, jiùguăn) + nové příjmy (sin-šou, xīnshōu) = výdaje (kchaj-čchu, kāichū) + existující zůstatek (š’-caj, shìzài).
Metoda se výrazně rozšířila v sungské Číně a byla standardem používaným ve státní správě mingské i čchingské Číny.
Většina malých a středních podnikatelů a konzervativnější a menší banky se do druhé poloviny 19. století (kdy se v Číně rozšířily západní účetní postupy) držela jednoduchého účetnictví vesměs právě ve formě čtyřčlenné bilanční metody. Větší obchodníci a bankéři začali v polovině 15. století čtyřčlennou metodu nahrazovat směsicí jednoduchého a podvojného způsobu účtování nazývanou třídílné účetnictví a později i čistě podvojnými systémy (od konce 16. století účetnictvím dračí brány, od poloviny 18. století čtyřdílným účetnictvím).